# أمينو (ملك)
أمينو أحد الملوك الآشوريين الذين وردت أسماؤهم في قائمة ملوك آشور بالتستل 26، وهو آخر الملوك المعروفين بملوك الأسلاف الذين حكموا في فترة قريبة من سنة 2000 ق.م، ومن المفترض كانت فترة حكمه في مرحلة سياسية فوضوية شهدت تراجع الحضارة السومرية، في نهاية عهد أسرة أور الثالثة، وبالواقع إن اسم «أمينو» يعتبر من الأسماء الأمورية الأصل.
من خلال متابعة قائمة ملوك آشور تبين لنا انه خلف أباه إيلا كبكابو وخلفه ابنه سوليلي على حكم آشور، وفي مكان آخر على القائمة أيضاً تذكر لنا عندما تصل إلى الملك شمشي أدد الأول بالتحديد بأنه كان أحد أبناء إيلا كبكابو. ولكن القائمة لم تحدد فيما إذا لو كان إيلا كبكابو والد امينو هو نفسه إيلا كبكابو والد شمشي ادد الأول، أو كونهما شخصين مختلفين، ففي الحالة الأولى معناها إن شمشي ادد كان شقيقاً لأمينو، وهذه العلاقة هي محل بحث. حيث هناك فارق تاريخي شاسع بين الأثنين حيث أمينو يسبق شمشي أدد بزمن طويل.
ولا توجد مصادر أخرى تتحدث عن اسم امينو غير قائمة ملوك آشور، باسثناء رسالة وفقا للنقش كانت لخادم أمينو عثر عليها في مدينة ماري فيها اسمه وختمه، وهي موجودة حالياً في متحف اللوفر بباريس. ولكن بهذه الوثيقة وحدها لا يمكن ان نجزم أنه كان ملكاً على آشور.
| المناصب السياسية | المناصب السياسية              | المناصب السياسية |
| ---------------- | ----------------------------- | ---------------- |
| سبقه إيلا كبكابو | ملك آشور حوالي (2000 ق.م) – ؟ | تبعه سوليلي      |